# Slipi
Slipi is een plaats (wijk - kelurahan) in het onderdistrict Palmerah in het bestuurlijke gebied Jakarta Barat (West-Jakarta) in de provincie Jakarta,Indonesië. Slipi telt 17.850 inwoners (volkstelling 2010).